# Campeonato Sul-Americano de Atletismo Sub-18
O Campeonato Sul-Americano de Atletismo Sub-18 (Campeonato Sudamericano de atletismo U18) é um evento bienal de atletismo organizado pela Confederação Sul-Americana de Atletismo (CONSUDATLE). A primeira edição foi realizada em 1973, sendo aberta de inicio para atletas com menos de 17 anos, até o ano 2000, quando a definição do grupo etário internacional (menores de 18 anos) foi aplicada. Até a edição de 2016 a competição era conhecido como Campeonato Sul-Americano de Atletismo Juvenil. O torneio está aberto para atletas das federações membros da CONSUDATLE, porem, membros de outras federações vinculados a IAAF podem ser convidados. No entanto, eles não são considerados na classificação final. 

## Prêmios
Medalhas são concedidas para indivíduos e membros da equipe de revezamento para os três primeiros lugares em cada evento.
Troféus são concedidos às equipes em cada categoria (masculino e feminino) com o maior número total de pontos acumulados em toda a competição. Além disso, um troféu será dado ao país para o título geral.
Um troféu também é apresentado para um atleta masculino e feminino para o desempenho mais marcante. 

## Edições
|    | Ano  | Cidade             | País      | Data                          | Local                             |
| -- | ---- | ------------------ | --------- | ----------------------------- | --------------------------------- |
| 1  | 1973 | Comodoro Rivadavia | Argentina | 2 – 4 de Novembro             |                                   |
| 2  | 1975 | Quito              | Equador   | 8 – 11 de Novembro            | Estádio Olímpico Atahualpa        |
| 3  | 1976 | Santiago           | Chile     | 4 – 7 de Novembro             |                                   |
| 4  | 1977 | Rio de Janeiro     | Brasil    | 22 – 24 de Julho              |                                   |
| 5  | 1978 | Montevidéu         | Uruguai   | 11 – 13 de Novembro           |                                   |
| 6  | 1979 | Cochabamba         | Bolívia   | 3 – 5 de Agosto               |                                   |
| 7  | 1984 | Tarija             | Bolívia   | 13 – 16 de Setembro           |                                   |
| 8  | 1986 | Comodoro Rivadavia | Argentina | 17 – 19 de Outubro            |                                   |
| 9  | 1988 | Cuenca             | Equador   | 2 – 4 de Novembro             |                                   |
| 10 | 1990 | Lima               | Peru      | 22 – 24 de Novembro           |                                   |
| 11 | 1992 | Santiago           | Chile     | 2 – 4 de Outubro              |                                   |
| 12 | 1994 | Cochabamba         | Bolívia   | 30 de Setembro – 2 de Outubro |                                   |
| 13 | 1996 | Assunção           | Paraguai  | 18 – 20 de Outubro            |                                   |
| 14 | 1998 | Manaus             | Brasil    | 23 – 25 de Outubro            |                                   |
| 15 | 2000 | Bogotá             | Colômbia  | 4 – 5 de Novembro             | Parque Recreativo El Salitre      |
| 16 | 2002 | Assunção           | Paraguai  | 19 – 20 de outubro            | Consejo Nacional de Deportes      |
| 17 | 2004 | Guayaquil          | Equador   | 25 – 26 de setembro           | Estádio Modelo Alberto Spencer    |
| 18 | 2006 | Caracas            | Venezuela | 14 – 15 de outubro            | Estadio Brígido Iriarte           |
| 19 | 2008 | Lima               | Peru      | 29 – 30 de Novembro           | VIDENA                            |
| 20 | 2010 | Santiago           | Chile     | 9 – 10 de Outubro             | Estádio Nacional de Chile         |
| 21 | 2012 | Mendoza            | Argentina | 27 – 28 de Outubro            | Parque General San Martín         |
| 22 | 2014 | Cali               | Colômbia  | 29 – 30 de Outubro            | Estádio Olímpico Pascual Guerrero |
| 23 | 2016 | Concordia          | Argentina | 12 – 13 de Novembro           | Centro Deportivo Desarrollo       |
| 24 | 2018 | Cuenca             | Equador   | 30 de Junho – 1 de Julho      | Estádio Jefferson Perez           |
| 25 | 2021 | Encarnación        | Paraguai  | 25 – 26 de Setembro           | Estádio Comunal                   |

## Quadro total de medalhas
Atualizado desde a edição inaugural até a edição de 2021
| Ordem | País      | Medalha de ouro | Medalha de prata | Medalha de bronze | Total |
| ----- | --------- | --------------- | ---------------- | ----------------- | ----- |
| 1     | Brasil    | 406             | 329              | 247               | 982   |
| 2     | Argentina | 163             | 156              | 152               | 471   |
| 3     | Colômbia  | 80              | 98               | 105               | 283   |
| 4     | Chile     | 79              | 120              | 156               | 355   |
| 5     | Venezuela | 58              | 63               | 75                | 1996  |
| 6     | Equador   | 56              | 49               | 55                | 160   |
| 7     | Peru      | 52              | 66               | 82                | 200   |
| 8     | Uruguai   | 17              | 13               | 20                | 50    |
| 9     | Paraguai  | 14              | 16               | 21                | 51    |
| 10    | Panamá    | 8               | 5                | 8                 | 21    |
| 11    | Bolívia   | 5               | 15               | 12                | 32    |
| 12    | Guiana    | 1               | 4                | 4                 | 9     |
| 13    | Suriname  | 0               | 2                | 2                 | 4     |
|       | TOTAL     | 939             | 936              | 939               | 2.814 |

## Competições
- Campeonato Sul-Americano de Atletismo
- Campeonato Sul-Americano de Atletismo em Pista Coberta
- Campeonato Sul-Americano de Atletismo Sub-23
- Campeonato Sul-Americano de Atletismo Sub-20
- Campeonato Sul-Americano de Corta-Mato
- Campeonato Sul-Americano de Marcha Atlética
- Campeonato Sul-Americano de Maratona
- Campeonato Sul-Americano de Meia Maratona
- Campeonato Sul-Americano de Milha de Rua
- Campeonato Sul-Americano de Corrida de Montanha